# Syndrome de Highlander
Pour les articles homonymes, voir Highlander.
Le syndrome de Highlander, quelquefois écrit sous la forme syndrome d'Highlander (mais aussi de syndrome X), est l'appellation non officielle, mais très largement utilisée, pour décrire un processus extrêmement rare de vieillissement et de croissance ralenti chez un individu. 
Les individus souffrant de ce syndrome sont présentés par les médias comme ayant atteint l'âge adulte, mais ils sont décrits avec un corps d'enfant quelquefois très jeune. Il n'existerait, dans le monde, que sept cas répertoriés.

## Présentation
Terme créé à l'origine par un média sud-coréen, le syndrome de Highlander correspond à une condition médicale extrêmement rare affectant sept personnes répertoriées dans le monde en 2020. Les individus présentent un ralentissement de leur vieillissement, leur apparence physique ne semblant pas évoluer, avec une croissance bloquée ou fortement ralentie. Ce syndrome, non classifié, se présenterait donc comme étant à l'opposé du syndrome de Hutchinson-Gilford (plus connu sous le nom de progéria) qui, lui, a été identifié comme une maladie génétique.
Selon le Dr Richard Walker du Johns Hopkins All Children's Hospital (en) en Floride, qui ne décrit alors qu'un cas unique, une jeune Américaine âgée de neuf ans ayant l'apparence d'un enfant de six mois, l'explique en ces termes : « Leur processus de développement est ralenti, environ 5 fois plus long que pour une personne normale ». L'évolution de son corps est lente et négligeable,. Richard Walker a décidé de consacrer la fin de sa carrière à des travaux de recherche sur ce syndrome.
Ce syndrome doit son nom officieux au film américano-britannique Highlander, réalisé par Russell Mulcahy et sorti en 1986, qui décrit les aventures de personnages immortels.

## Historique des cas
En 2015, il n'existait aucune donnée épidémiologique sur ce syndrome considéré comme très rare. Le Coréen Hyomyung Shin, âgé de 26 ans mais qui présente l'apparence d'un enfant de 13 ans, est un cas qui a fait l'objet de plusieurs articles de presse. Six autres cas ont également été décrits : trois personnes de nationalité américaine, une de nationalité française, une de nationalité australienne et une de nationalité mauricienne.
Parmi ces cas et à la différence de Hyomyung Shin, l'Américaine Brooke Greenberg présentait un retard mental conséquent,. Cette dernière est décédée à l'âge de 20 ans, en 2013, alors qu'elle était restée physiquement et cognitivement similaire à un enfant en bas âge. Le Dr Eric Schadt, directeur du service de génomique du Mount Sinai Medical Center de New York, a expliqué que cette jeune fille ne présentait « aucune anomalie apparente dans son système endocrinien, aucune anomalie chromosomique grave, ni aucune des autres perturbations connues qui se produisent chez les humains et qui peuvent causer des problèmes de développement. ». Son cas a été répertorié au niveau local sous le terme de « syndrome X ».

## Causes biologiques
Un syndrome lié au complexe néoténique a été avancé par le Pr Walker, la néoténie humaine étant l'idée que l'être humain présente, tout au long de sa vie, des caractères juvéniles. Un hypopituitarisme généralisé, ainsi qu'une certaine similitude avec le syndrome d'Aicardi, ont également été évoqués.

## Dans la culture
Le titre du film L'Étrange Histoire de Benjamin Button qui relate l'histoire d'une personne au processus de vieillissement inversé a été évoqué par les médias coréens pour décrire le syndrome de Shin Hyomyung.
En 1997, l'hebdomadaire américain humoristique Weekly World News publie un canular à propos d'un bébé de 76 ans, Cedric Dolimore, né en 1921 et qui n'aurait pas vieilli.